# Cătălin Hăisan
Cătălin Hăisan (n. 4 mai 1962, Iași) este un fost jucător român de fotbal care a activat ca portar. Are un fiu pe nume Cristian Hăisan care a apărat la FC Vaslui ,FCM Bacău, FC Brașov și Dacia Mioveni.

## Activitate
- Oțelul (1983-1985)
- Pașcani (1985-1986)
- Siretul Pașcani (1985-1990)
- FCM Baia Mare (1990-1991)
- Dacia Unirea Brăila (1991-1994)[1]
- Constant Galați (1994-1995)
- Dunărea Galați (1995-1996)
- Dacia Unirea Brăila (1997-1999)